# 17. september
17. september er dag 260 i året i den gregorianske kalender (dag 261 i skudår). Der er 105 dage tilbage af året.
Lambertus dag. Lambertus er biskop af Maastricht og en energisk missionær. I år 703 bliver han snigmyrdet i sit hjem af nogle franske stormænd, hvem han havde anklaget for utugtigt levned.

### Begivenheder
Født - Dødsfald
- 284 - Diocletian bliver af den romerske hær udråbt til kejser efter Kejser Carus og hans to sønners død.
- 1787 - Den amerikanske forfatning underskrives i Philadelphia af 39 ud af 42 delegerede.
- 1789 - William Herschel opdager Saturn-månen Mimas.
- 1809 - Sverige og Rusland indgår en fredsaftale i den finske krig. Finland bliver ved aftalen afgivet til Rusland.
- 1838 - Efter at have boet i Rom siden 1797 vender billedhuggeren Bertel Thorvaldsen hjem til København på fregatten Rota. Han får en heltemodtagelse og atelier og bolig på Charlottenborg.
- 1862 - Slaget ved Antietam i den amerikanske borgerkrig.
- 1900 - Seks tidligere kolonier danner the Commonwealth of Australia.
- 1904 - Kosmorama, Danmarks første biograf, åbner på Østergade i København.
- 1910 - Første flyvning nogensinde over Alperne.
- 1922 - I Berlin uropføres Der Brandstifter, verdens første tonefilm.
- 1931 - RCA-Victor demonstrerer den første LP plade med 33 omdrejninger i minuttet. Det sker i New York. Først omkring 1948 slår det nye format igennem, da det bliver muligt at producere pladespillere til en rimelig pris.
- 1939 - Tre dage efter at den tyske ubåd U-39 er blevet sænket, bliver det engelske hangarskib Courageous sænket af U-29. Det sker sydvest for Irland.
- 1939   - Sovjetunionen invaderer Polen.
- 1944 - Engelske faldskærmssoldater lander ved Arnhem, Holland, under Operation Market Garden. Målet er at sikre de allierede en bro over Rhinen, men operationen, som fortsætter i 10 dage, mislykkes.
- 1970 - Krig i Jordan med Arafats guerillastyrker, som fordrives til andre lande i Mellemøsten.
- 1978 - Camp David fredsaftalen indgås mellem Israel og Ægypten.
- 1981 - A.P. Møllerfondens forslag til park ved Larsens Plads, Amaliehaven, vedtages - under skarpe protester fra venstrefløjen i Københavns Borgerrepræsentation.
- 1984 - Folketingets formand Svend Jacobsen godkender udtrykket "bøsser" fra talerstolen.
- 1988 - I Seoul åbnes de 21. moderne olympiske lege, og Anne Grethe Törnblad fanebærer for de 82 danske deltagere under åbningsceremonien.
- 1989 - Erik Gundersen bliver invalideret under et massestyrt ved VM-finalen i speedway i England.
- 1991 - Letland, Estland, Litauen, Nord- og Sydkorea, Marshalløerne og Mikronesien bliver medlemmer af FN.
- 1991 - Første version af det gratis operativsystem Linux (0.01) bliver frigivet til internettet.
- 1992 - Fem svenske A-kraftværker lukkes på grund af fejl.
- 1993 - Kolding Storcenter på 43.000 m² bliver indviet.
- 2003 - Ud for Amtssygehuset i Glostrup dræbes en tidligere Bandidos-rocker af en bombe, der er anbragt i hans bil.
- 2006 - Der afholdes valg til Sveriges Rigsdag, og den borgerlige fløj vinder en snæver sejr over den hidtidige socialdemokratiske regeringsfløj.
- 2006 - Pave Benedikt 16. beklager det postyr hans tale den 12. september vakte blandt mange muslimske samfund, og paven pointerede, at de anvendte gamle citater, ikke afspejler hans opfattelser af de aktuelle forhold.
- 2007 - Kopier af Guldhornene blev stjålet fra en udstilling i Jelling.
- 2020 - Det første registrerede æresdrab i Danmark i 15 år finder sted i Randers, hvor en søn og en far i forening knivdræber den 44-årige Nasrin Behroz.
- 2022 - Wisłakanalen indvies, og tillader skibstrafik til den polske Elblag uden at skulle igennem russisk-kontrolleret farvand

### Født
- 1769 - Jens Stephan Heger, dansk skuespiller (død 1855).
- 1863 - Viggo Stuckenberg, dansk digter (død 1905).
- 1873 - Ibrahim, sultan af Johor i Malaysia (død 1959).
- 1883 - William Carlos Williams, amerikansk forfatter (død 1963).
- 1904 - Torben Anton Svendsen, dansk filminstruktør (død 1980).
- 1906 - Sir Frederick Ashton, britisk koreograf (død 1988).
- 1912 - Irena Kwiatkowska, polsk skuespillerinde (død 2011).
- 1913 - Jørgen Jersild, dansk komponist og musikpædagog (død 2004).
- 1918 - Chaim Herzog, irskfødt jøde, fra 1983 israelsk præsident (død 1997).
- 1919 - Alex Brask Thomsen, dansk finansmand (død 2005).
- 1920 - Cibrino, dansk gøgler (død 2009).
- 1923 - Hank Williams, amerikansk folkemusiker (død 1953).
- 1924 - Annelise Hovmand, dansk filminstruktør (død 2016).
- 1929 - Stirling Moss, engelsk racerkører (død 2020).
- 1930 - Hardy Rafn, dansk skuespiller (død 1997).
- 1930 - Edgar Mitchell, amerikansk astronaut (død 2016).
- 1931 - Anne Bancroft, amerikansk skuespiller (død 2005).
- 1936 - Rolv Wesenlund, norsk skuespiller (død 2013).
- 1936 - Jan Gehl, dansk arkitekt.
- 1944 - Reinhold Messner, Italiensk bjergbestiger fra Sydtyrol, en af alle tiders største bjergbestigere.
- 1956 - Ove Hygum, dansk tidligere minister.
- 1960 - Elsebeth Egholm, dansk forfatter.
- 1960   - Damon Hill, engelsk racerkører.
- 1962 - Baz Luhrmann, australsk filminstruktør.
- 1967 - Anne Louise Hassing, dansk skuespillerinde (kendt fra bl.a. Krøniken).
- 1968 - Anastacia, amerikansk sanger.
- 1984 - Neel Rønholt, dansk skuespillerinde.

### Dødsfald
- 1179 - Hildegard af Bingen, tysk abbedisse, mystiker, digter og komponist (født 1098).
- 1665 - Kong Felipe 4. af Spanien (født 1605).
- 1771 - Tobias Smollett, britisk forfatter (født 1721).
- 1803 - Franz Xaver Süssmayr, østrigsk komponist (født 1766).
- 1863 - Alfred de Vigny, fransk forfatter (født 1797).
- 1948 - Folke Bernadotte, svensk greve og officer (født 1895) - myrdet.
- 1980 - Anastasio Somoza Debayle,  Nicaraguas tidligere præsident/diktator (født 1925) - myrdet.
- 1986 - Erling Dinesen, dansk politiker og minister (født 1910).
- 1996 - Spiro Agnew, amerikansk vicepræsident 1969-73 (født 1918).
- 2003 - Ken Gudman, dansk trommeslager (født 1947).
- 2005 - Torben Dorph-Petersen, dansk forfatter (født 1960).
- 2016 − Charmian Carr, amerikansk skuespiller (født 1942).
- 2022 − Elin Reimer, dansk skuespillerinde (født 1928).

|  | Denne datoartikel kan blive bedre, hvis der indsættes et (bedre) billede Du kan hjælpe ved at afsøge Wikimedia Commons for et passende billede eller uploade et godt billede til Wikimedia Commons iht. de tilladte licenser og indsætte det i artiklen. |